# Різьблені кам'яні кулі

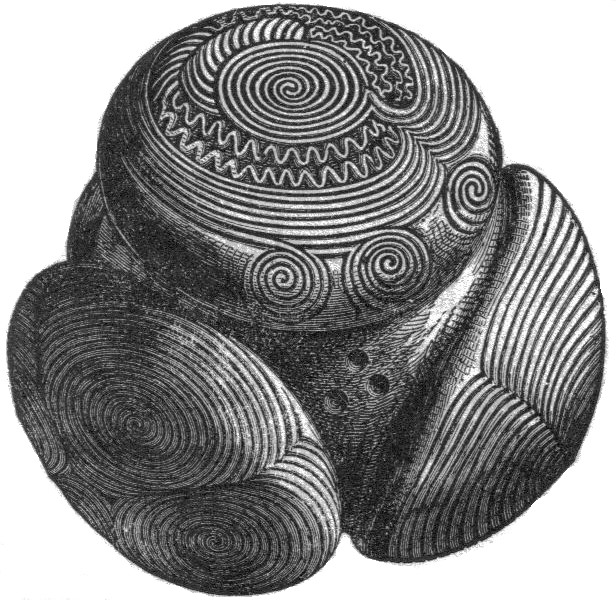
Кам'яна куля з Таві (Towie) в Абердинширі, датується близько 3200 — 2500 р. до н. е.

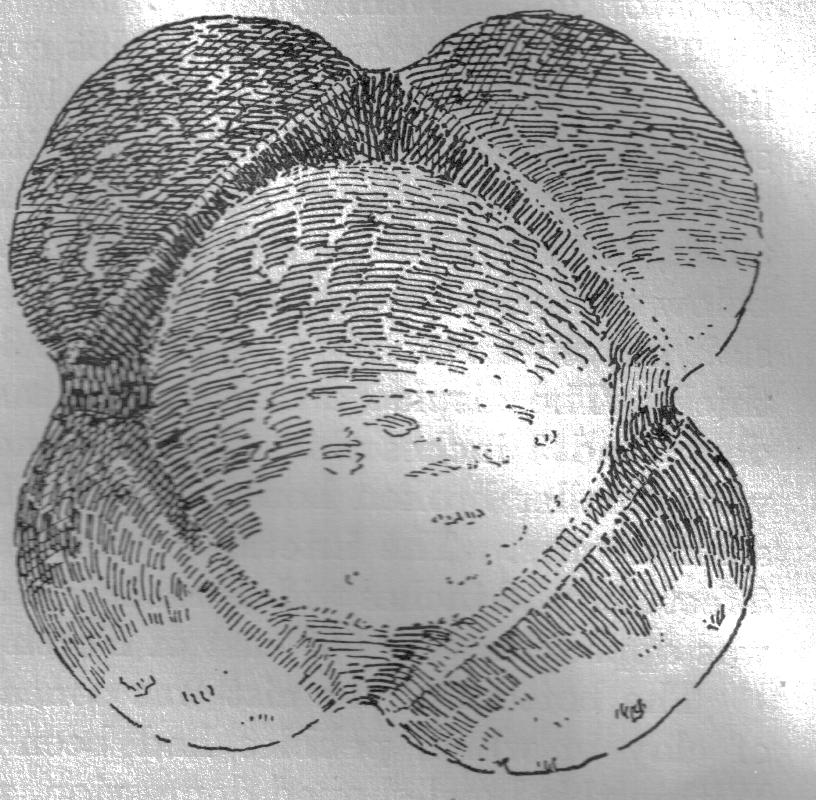
Кам'яна куля з ферми Голспі-Тауерс, виявлена 1933 р.

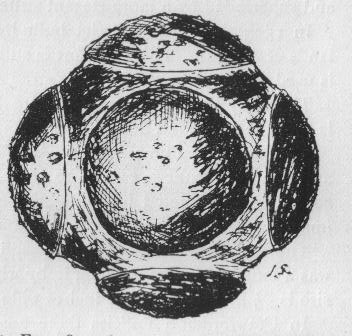
Різьблена кам'яна куля з дрібнозернистого пісковика, діаметром 6,5 см. На поверхні вигравіювано шість однакових круглих ледь опуклих дисків. Виявлена на фермі Джокс-Торн (Jock's Thorn).

 Різьблені кам'яні кулі — артефакти з розкопок у Великій Британії (переважно Шотландії), зазвичай круглої форми (рідше овальні) з декількома опуклими півсферами (від 3 до 160) на поверхні. Найдавніші належать до пізнього неоліту (датування засноване на тому, що вони трапляються в контексті «лежачих кромлехів»), найпізніші — до ранньої залізної доби. На деяких нанесено доволі складний різьблений орнамент.

## Короткий опис
За межами Шотландії окремі екземпляри знайдено в Ірландії біля міста Балліміна, а також в Англії в Даремі, Камбрії, Ловіку та Брайдінгтоні. Найбільші кулі (діаметром 90 мм) походять з Абердинширу.
До кінця 1970-х загальна кількість знайдених кам'яних куль становила 387 штук. З них найбільше (169) було знайдено в Абердиншир. До 1983 року кількість знахідок зросла до 411.
На абердинширських кулях виявлено спіралі або пластичні орнаменти, подібні до прикрас на жолобковій кераміці, характерній кераміці пізнього неоліту, яка була невідома на північному сході Англії, але поширена на Оркнейських островах і в Файфі. Різьблення на гробниці Ньюгрейндж в Ірландії має багато схожих рис з різьбленням на деяких кулях. Трикутні та хрестоподібні зображення характерні скорше для куль залізної доби, ніж для більш ранніх.